# 不可分
| ウィキペディアには「不可分」という見出しの百科事典記事はありません（タイトルに「不可分」を含むページの一覧/「不可分」で始まるページの一覧）。 代わりにウィクショナリーのページ「不可分」が役に立つかもしれません。 |